# Guojiaqiao
Guojiaqiao (kinesiska: 郭家桥乡, 郭家桥) är en socken i Kina. Den ligger i provinsen Hebei, i den norra delen av landet, omkring 110 kilometer öster om huvudstaden Peking. Antalet invånare är 16 823. Befolkningen består av 8 312 kvinnor och 8 511 män. Barn under 15 år utgör 14,0 %, vuxna 15-64 år 75 %, och äldre över 65 år 10,0 %.
Genomsnittlig årsnederbörd är 766 millimeter. Den regnigaste månaden är juli, med i genomsnitt 210 mm nederbörd, och den torraste är januari, med 2 mm nederbörd.